# Diocèse de Great Falls-Billings
 (juin 2023).
Si vous disposez d'ouvrages ou d'articles de référence ou si vous connaissez des sites web de qualité traitant du thème abordé ici, merci de compléter l'article en donnant les références utiles à sa vérifiabilité et en les liant à la section « Notes et références ».
Le diocèse de Great Falls - Billings (Dioecesis Magnocataractensis-Billingensis) est un territoire ecclésiastique de l'Église catholique romaine aux États-Unis dont le siège est à la cathédrale Sainte-Anne (en) dans la ville de Great Falls, chef-lieu du comté de Cascade (Montana). Le diocèse est suffragant de l'archidiocèse de Portland en Oregon dont la province ecclésiastique englobe les diocèses d'Oregon, du Montana et de l'Idaho.

## Historique
Le diocèse de Great Falls a été érigé le 18 mai 1904 par Pie X par division du diocèse d'Helena. Il couvre dès sa création tout l'Est du Montana à savoir les comtés de Big Horn, Blaine, Carbon, Cascade, Chouteau, Custer, Dawson, Fallon, Fergus, Hill, Musselshell, Park, Rosebud, Sheridan, Stillwater, Sweet Grass, Valley, Wibaux et Yellowstone
En 1980, pour tenir compte du développement du sud de l'état, l'évêque de Great Falls demande et obtient du Saint-Siège que son diocèse soit rebaptisé sous le nom de Great Falls - Billings, Billings devenant ainsi siège secondaire du diocèse et l'église Saint-Patrick (en) étant érigée en co-cathédrale du diocèse.

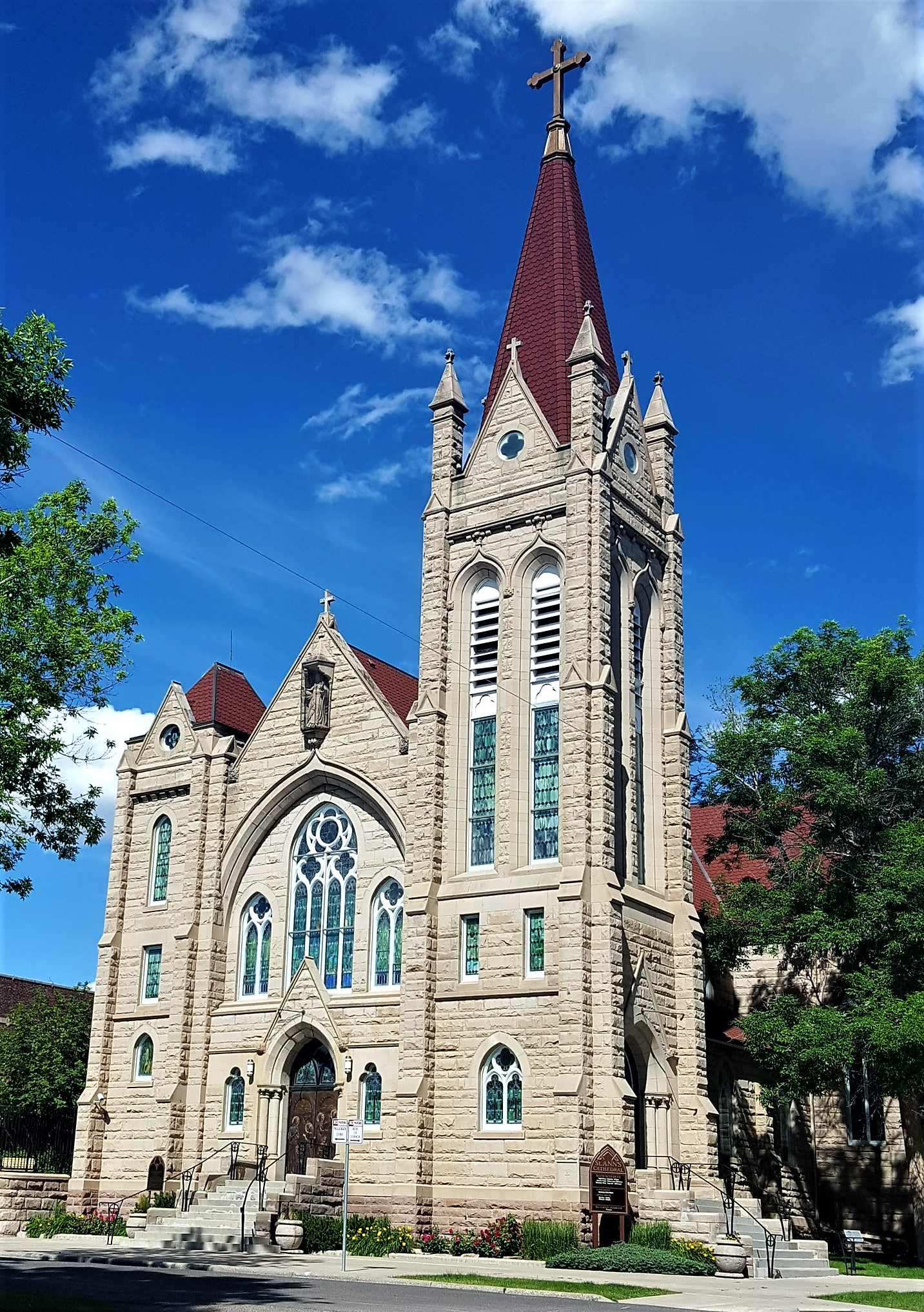
Cathédrale Saint-Anne.
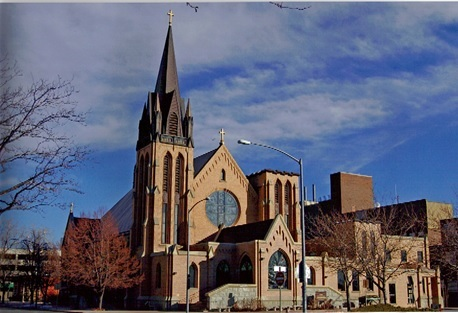
Co-cathédrale Saint-Patrick.

## Ordinaires
- Liste des évêques de Great Falls-Billings

### Articles liés
- Liste des juridictions catholiques aux États-Unis
- Église catholique aux États-Unis